# سيلتشيستير
سيلشستر (بالإنجليزية: Silchester)‏ هي قرية تبعد حوالي 5 أميال (8 كم) شمال باسينغستوك [الإنجليزية] في هامبشاير، وهو متاخم لحدود المقاطعة مع باركشير وحوالي 9 أميال (14 كم) جنوب غرب ريدنغ، تعتبر سيلشستر من أبرز المواقع الأثرية، القرن الرومانية في كاليفا أترباتوم، وهي مستوطنة العصر الحديدي التي احتلها الرومان لأول مرة بتاريخ 45 ميلادي، وتشمل ما يعتبر أفضل جدار روماني محفوظ في بريطانيا العظمى.